# Улица Танкиста Хрустицкого
Улица Танки́ста Хрусти́цкого — улица в Кировском районе Санкт-Петербурга. Соединяет проспект Ветеранов и проспект Народного Ополчения. Проходит между Дачным проспектом и улицей Лёни Голикова. Протяжённость — 1300 м.

## История
Улица возникла во второй половине 1940-х годов и изначально носила название Припарковая (известен вариант названия Припарковская). В то время она проходила до проспекта Стачек. 15 мая 1965 года Припарковая улица была переименована в честь участника Великой Отечественной войны Героя Советского Союза Владислава Хрустицкого и сокращена до проспекта Ветеранов.
В сквере на пересечении улицы Танкиста Хрустицкого с проспектом Ветеранов 14 августа 2020 года, накануне 30-й годовщины гибели Виктора Цоя, был установлен памятник легендарному лидеру группы «Кино», рок-музыканту, автору песен, киноактеру и художнику.

## Здания и сооружения
Нечётная сторона:

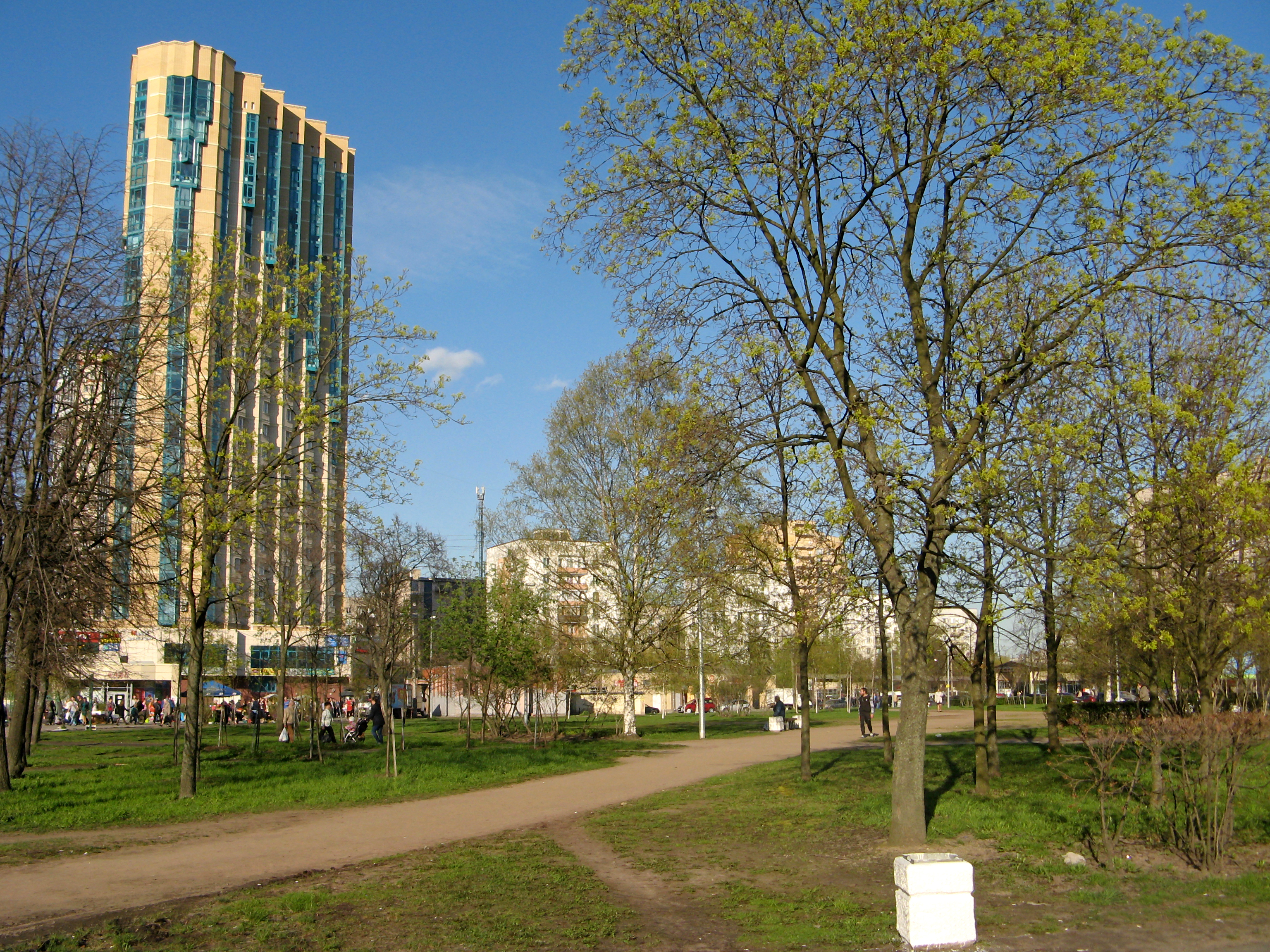
Сквер на пересечении бульвара Новаторов с проспектом Ветеранов и улицей Танкиста Хрустицкого

- д. 3 — ГУЗ Поликлиника городская № 88, поликлиническое детское отделение № 25
- д. 5 — ГУЗ Поликлиника городская № 88, поликлиническое отделение № 45
- д. 29 — ГДОУ Детский сад № 34 Кировского района
- д. 31 — ГОУСОШ Школа № 551 Кировского района

Чётная сторона:
- д. 62 — НОУ Домашний детский сад «Кузя»

## Транспорт
- Метро: Проспект Ветеранов (260 м)
- Автобусы: 52, 68, 68А, 81, 88, 89, 160, 162, 181, 195, 203, 265, 284, 297, 329, 343Э, 345, 486, 632, 632А
- Маршрутные такси: 486В, 631, 635, 639Б, 650А, 650В
- Ж/д платформы, вокзалы: Дачное (860 м)

## Пересекает следующие улицы и проспекты
С севера на юг:
- проспект Ветеранов
- бульвар Новаторов
- проспект Народного Ополчения